# ADCK3
El dominio aarF que contiene quinasa 3 es una proteína que en humanos está codificada por el gen ADCK3.
Este gen codifica una proteína mitocondrial similar a la levadura ABC1, que funciona en un complejo proteico de membrana de transferencia de electrones en la cadena respiratoria. No está relacionado con la familia de proteínas transportadoras ABC. La expresión de este gen es inducida por el supresor de tumores p53 y en respuesta al daño del ADN, y la inhibición de su expresión suprime parcialmente la apoptosis inducida por p53. Alternativamente, se han encontrado variantes de transcripción empalmada; sin embargo, no se ha determinado su naturaleza completa.